# Inocencio Medina Vera
Inocencio Medina Vera (Archena, 28 de julio de 1876-Archena, 28 de octubre de 1918) fue un ilustrador y pintor español que trabajaba frecuentemente en periódicos, ilustrando igualmente novelas y cuentos. En sus obras destacaban la composición de los colores en pinceladas sueltas así como los esquemas figurativos dotados de una aguda presteza.

## Biografía
Nació el 28 de julio de 1876 en el municipio murciano de Archena, hijo de Miguel Medina Luna, que por entonces era un popular maestro de la localidad; su madre era también maestra: Pilar Vera Medina. 

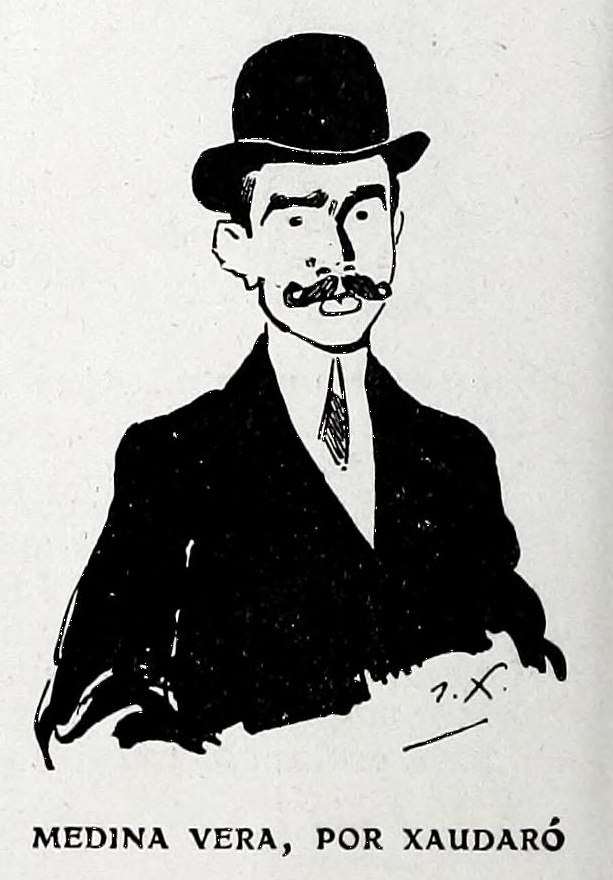
Caricaturizado por Xaudaró (1907)

Su carrera se dirigió ya desde muy joven a la pintura y de esta forma estudió dibujo y pintura en Murcia. En 1893 viajó a Madrid debido a la concesión de una beca de la Diputación Provincial para estudiar en la Real Academia de Bellas Artes de San Fernando. A comienzos del siglo XX colaboró con el pintor Antonio de la Torre en la decoración del Teatro Romea de Murcia, tras su incendio. 
Ya alcanzando su fama Torcuato Luca de Tena le reclamó para colaborar en la prensa española realizando ilustraciones para ABC y Blanco y Negro. Sus portadas le dieron prestigio y fama.
También colaboró en otras revistas como La Esfera, Madrid Cómico, Mundo Gráfico y ¡Alegría!, además de ilustrar novelas cortas de las colecciones literarias El Cuento Semanal y Los Contemporáneos. 
Viajó a Argentina, donde alcanzó fama como retratista, pintando para la alta sociedad y allí fundó la revista ilustrada La Semana Universal. Allí fundó un salón de artes y antigüedades.
También recibió encargos en Cartagena.
Se destacó como artista costumbrista de la corriente regionalista española. Su cuadro Bautizo en la Huerta obtuvo la segunda medalla de la Exposición Nacional de Bellas Artes.[¿cuándo?]
Murió en su localidad natal en 1918, durante la epidemia de gripe.

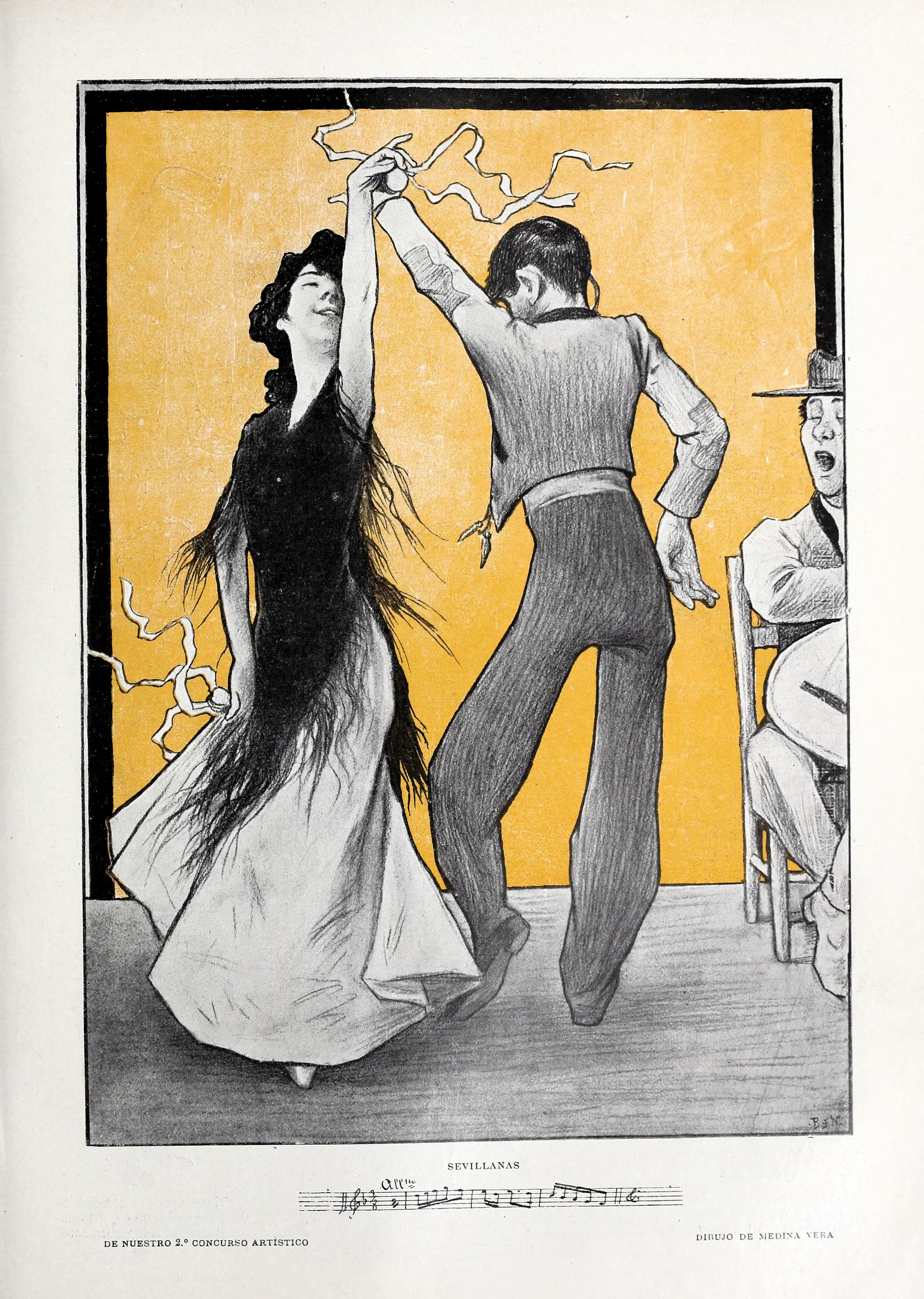
Blanco y Negro (1900)
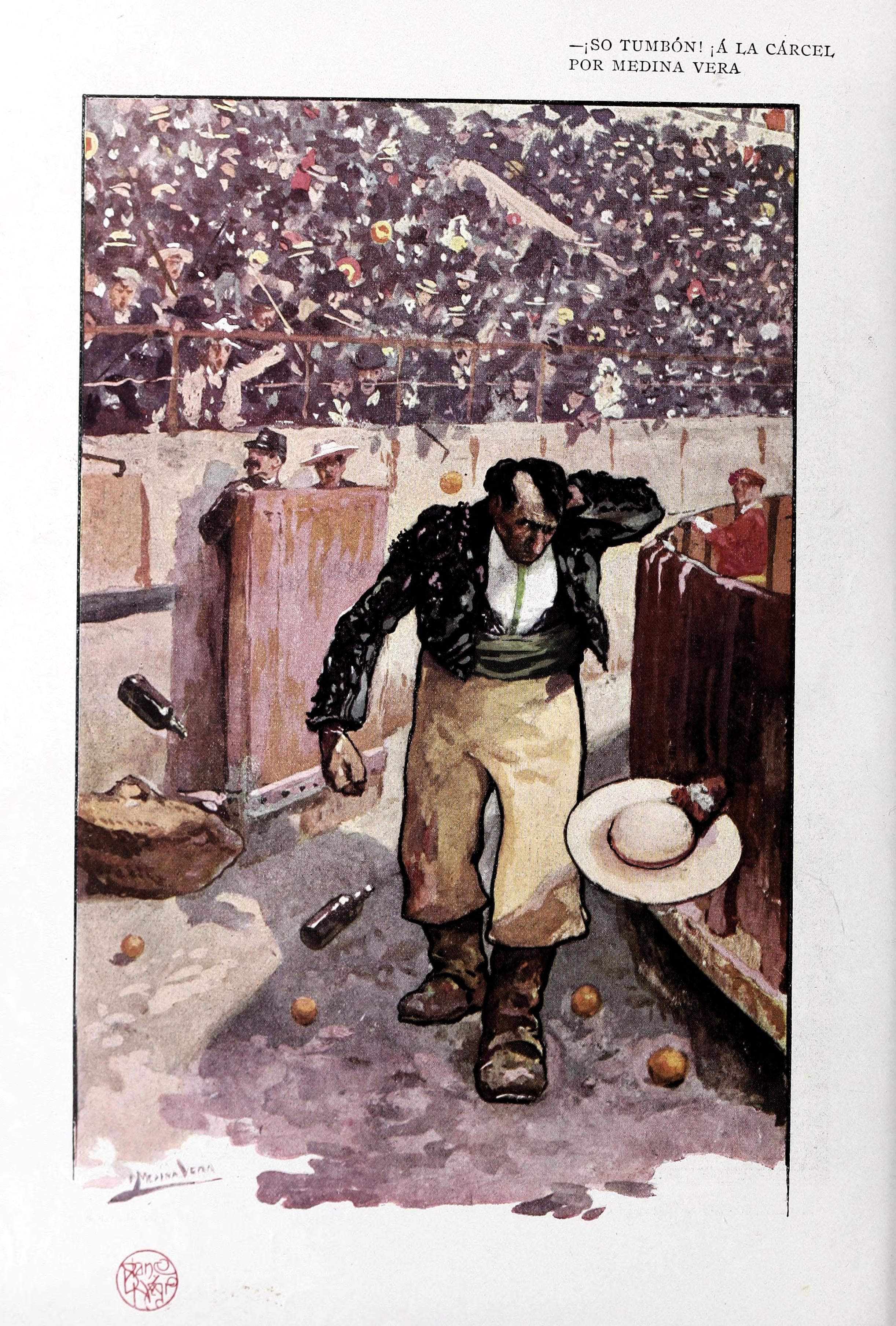
Blanco y Negro (1904)
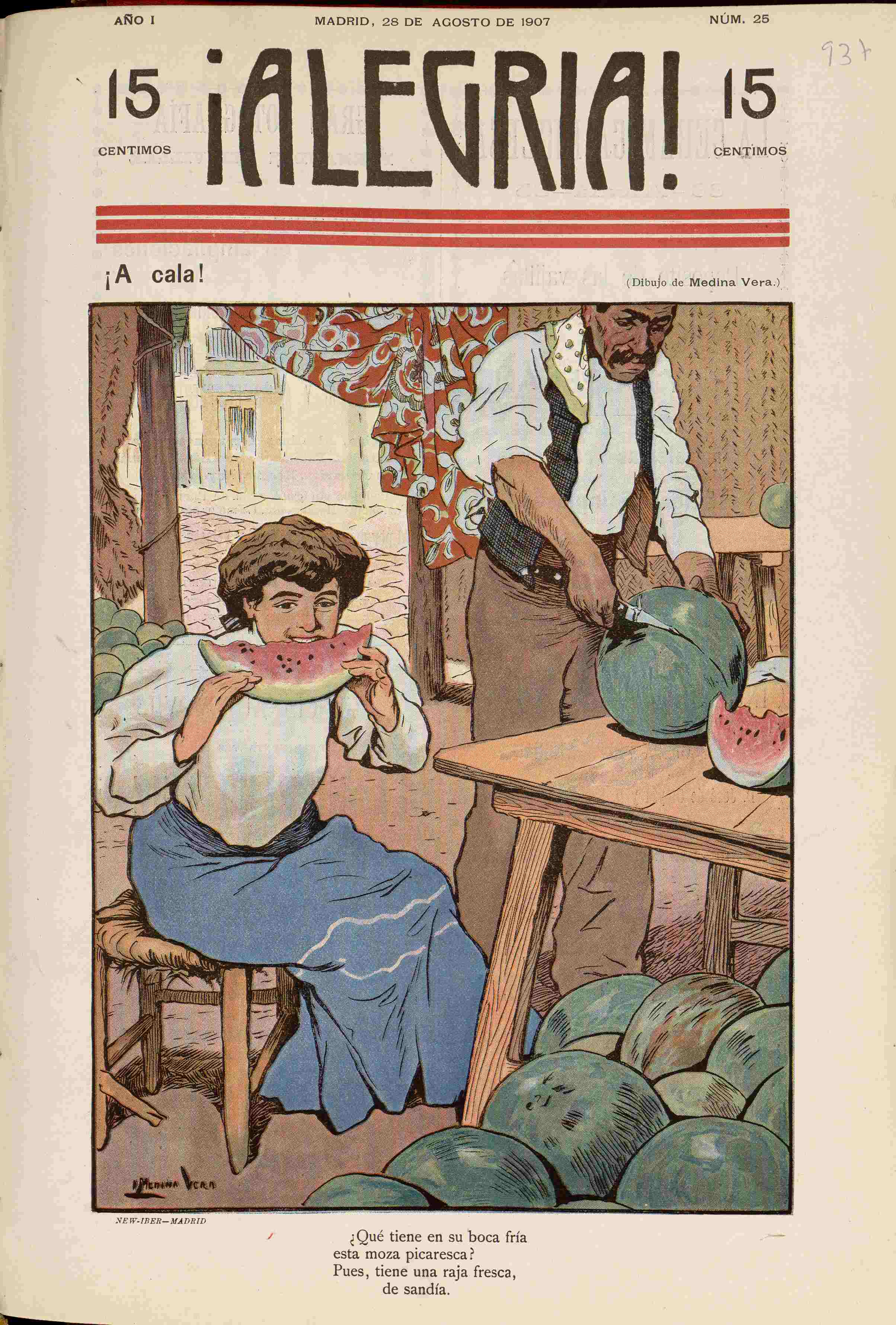
¡Alegría! (1907)
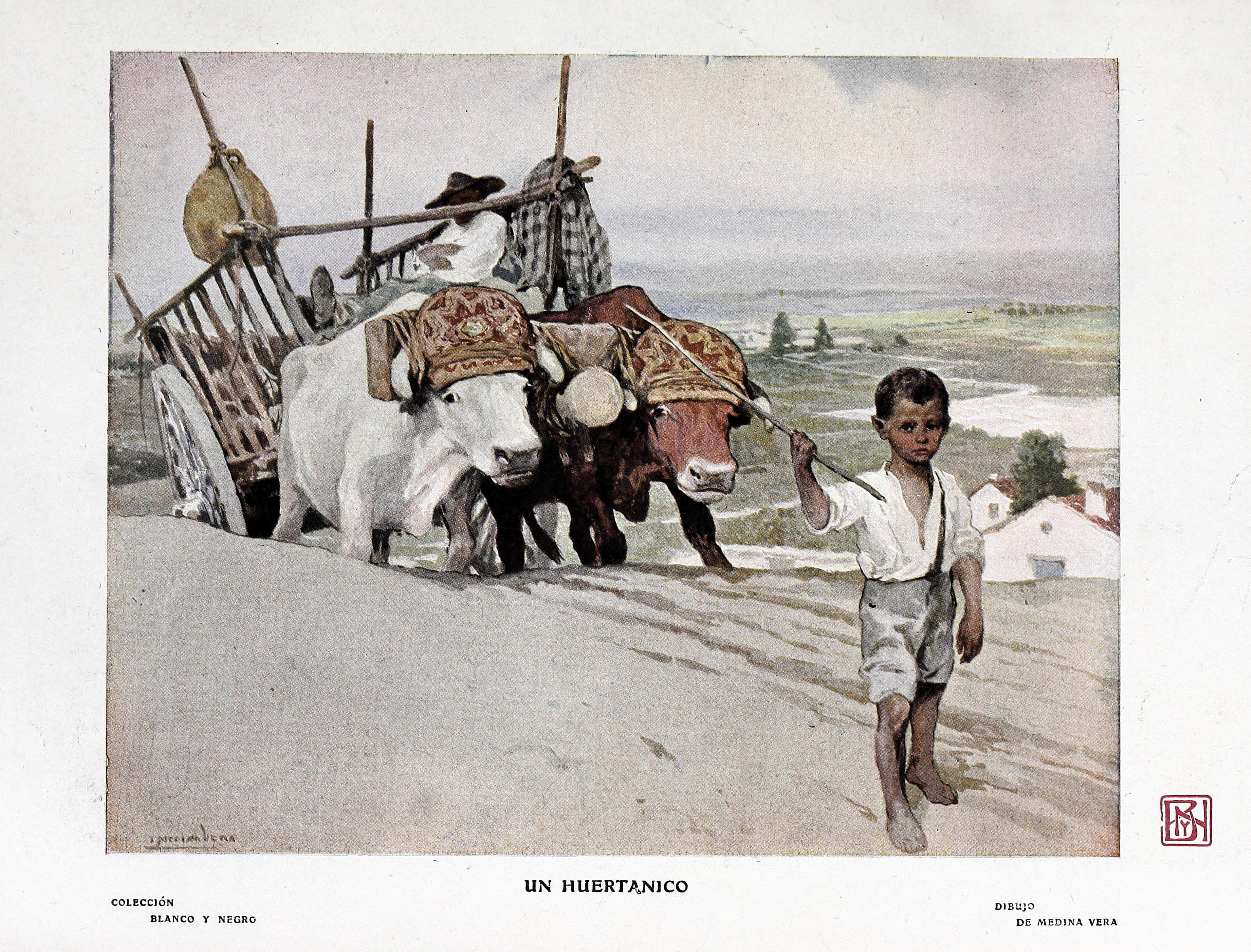
Blanco y Negro (1907)
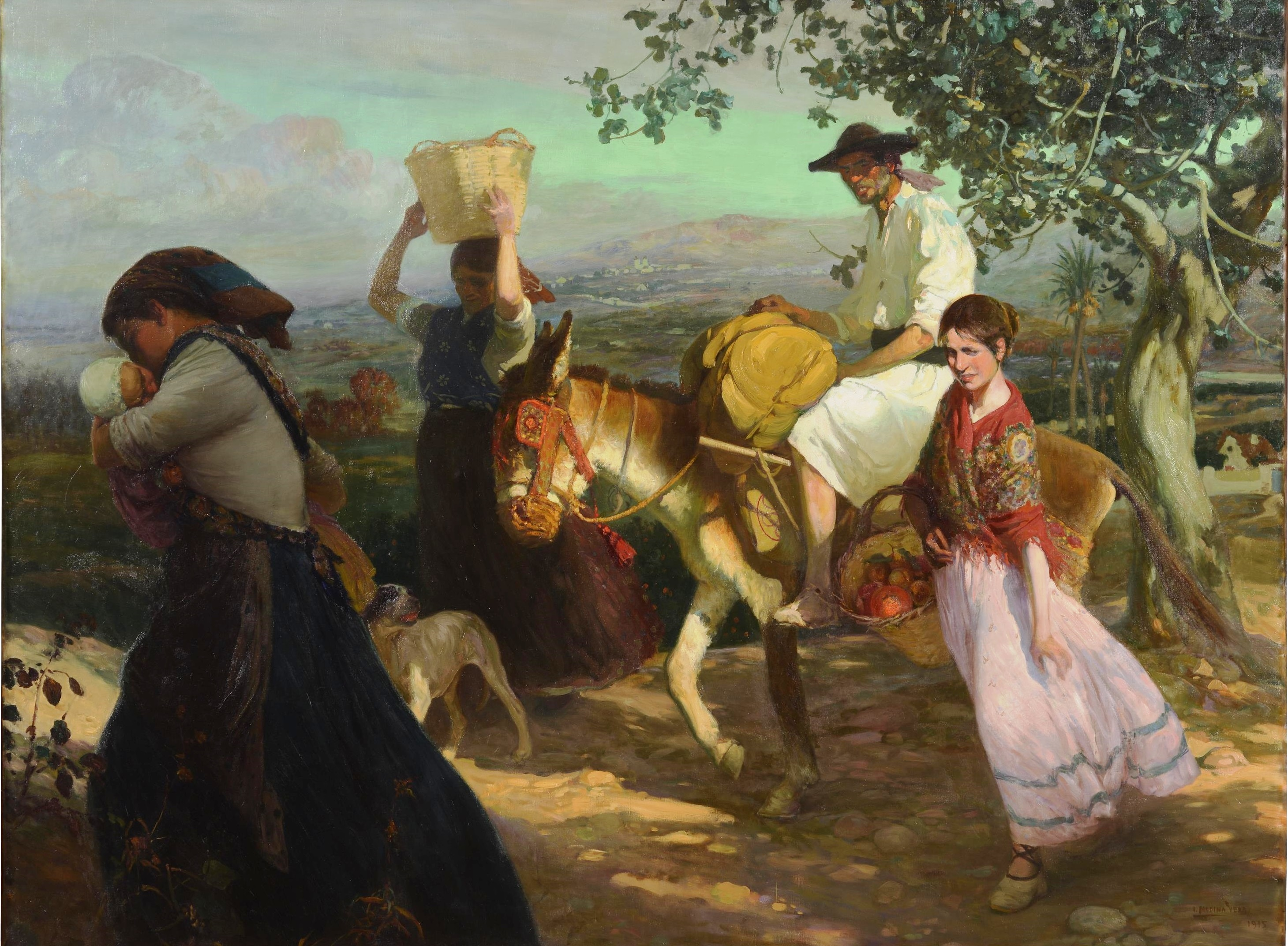
Un día más (Museo del Prado, 1915)
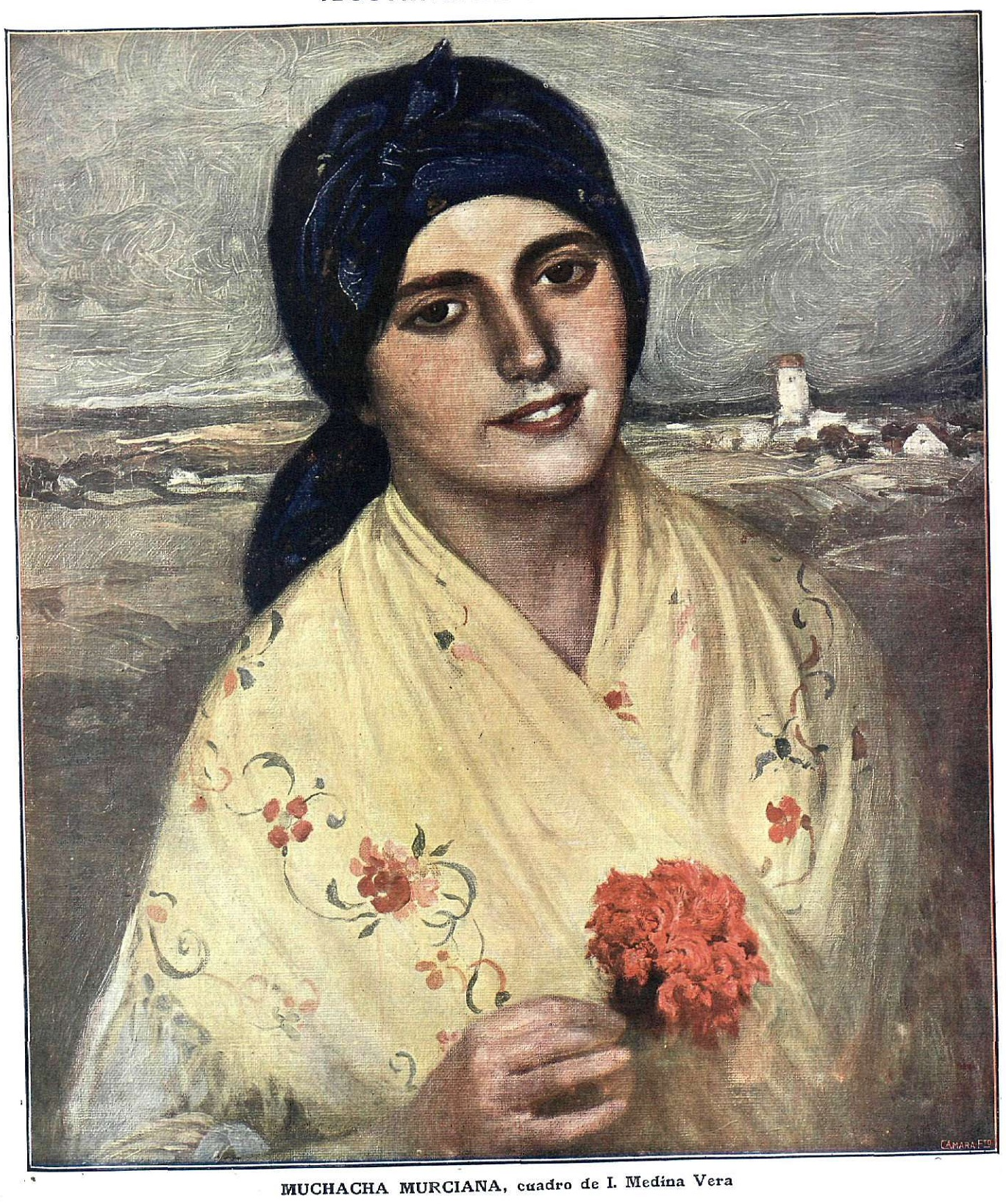
La Esfera (1916)